# 5093 Svirelia
5093 Svirelia è un asteroide della fascia principale. Scoperto nel 1982, presenta un'orbita caratterizzata da un semiasse maggiore pari a 2,6654240 UA e da un'eccentricità di 0,1673881, inclinata di 12,72797° rispetto all'eclittica.